# 세키가하라 전역
세키가하라 전역(영어: Sekigahara Campaign)은 영어권에서 세키가하라 전투와 연관이 있는 이전 전투들과 이후 전투들을 묶어서 부르는 역사학 용어이다. 일본 학계에서는 이 일련의 전투들을 모두 묶어서 세키가하라 전투로 총칭한다. "세키가하라 전역"이라는 용어는 1995년 오스프리 출판사가 "Campaign Series"를 출판할 당시 앤서니 브라이언트의 《Sekigahara 1600: The Final Struggle For Power》를 같은 시리즈에 넣으면서 알려지기 시작했다.
세키가하라 전역은 임진왜란 말 도요토미 히데요시의 사망으로 인한 권력 공백, 이후 오대로 간의 미묘한 권력 투쟁, 지방 다이묘들 간의 불화, 그리고 향후 일본 정치를 둘러싼 방향성에 대한 갈등 등 여러 요인이 복합적으로 작용하여 발생한 전역이었다.

## 배경
1598년 도요토미 히데요시의 죽음과 함께 그의 5세 아들 도요토미 히데요리가 공식적으로 태합 또는 제국 섭정으로 그의 뒤를 이었고, 일본의 통치는 히데요시가 히데요리가 성년이 될 때까지 섭정으로 임명한 오대로의 손에 넘어갔다.
평의회 구성원인 도쿠가와 이에야스는 히데요시의 이전 거주지인 후시미성에 스스로 정착하고 평의회의 제한을 무시하고 자녀들을 위한 정략결혼을 주선하여 정치적 분노를 샀다. 히데요시에 의해 민정 행정관으로 임명된 오봉행 중 한 명인 이시다 미쓰나리는 이에야스에 대항하여 음모를 꾸미기 위해 평의원이며 히데요리의 후견인인 마에다 도시이에에게 오사카성에서 접근하려 했다. 그러나 이에야스와 마에다씨의 친구인 호소카와 다다오키의 개입으로 도시이에의 아들 마에다 도시나가가 도시이에에게 이에야스에 반대하는 것을 단념하도록 설득했다.
미쓰나리는 이에야스 암살 음모를 시도했지만, 음모가 실패하자 이에야스의 여러 장군들이 독자적으로 미쓰나리를 제거하려 했다. 미쓰나리는 밤에 여자로 변장하여 성을 탈출하여 후시미성으로 도주하여 이에야스에게 보복으로부터 자신을 보호해 달라고 간청한 것으로 악명 높다. 이에야스는 미쓰나리가 1599년 봄에 자신의 영지인 사와 산성으로 유배를 가는 조건으로 동의했다. 얼마 지나지 않아 마에다 도시이에는 4월에 사망했고, 도시나가가 그 자리를 계승하도록 선출되었다. 그러나 이에야스 자신은 10월 28일 오사카성을 점령하고 히데요리의 후견인이 되어 봉행과 평의회에 더욱 분노를 안겼다.

### 동원
또 다른 평의원인 우에스기 가게카쓰는 아이즈 (후쿠시마현)에 8만 명을 동원하여 성을 건설하고 요새와 도로망을 확장함으로써 이에야스에게 반항했다. 1600년 5월 7일, 이에야스는 가게카쓰에게 설명을 요구하는 편지를 보냈고, 가게카쓰의 수석 고문인 나오에 가네쓰구는 조롱하는 거절로 응답했다. 이후 협상은 결렬되었고, 가게카쓰는 이에야스의 사신 중 한 명을 첩자로 죽이려 시도했으며, 가게카쓰가 자신의 행동을 설명하기 위해 오사카에 직접 나타나기를 거부하자 이에야스는 7월 12일 징벌적 원정을 계획하기 위해 전비 회의를 소집했다.
7월 24일, 이에야스는 오사카성에서 징벌 캠페인을 위해 출발했고, 다음날 밤 후시미성에서 그의 가신 도리이 모토타다에게 이시다 세력의 공격에 대비하라는 지시를 내린 후 아이즈로 계속 이동했다. 이에야스는 미쓰나리와 그의 동맹군으로부터의 갑작스러운 공격을 경계하여 라이벌의 움직임을 주시하며 느린 속도로 행군했고, 8월 10일 에도에 도착하여 병력을 소집하기 시작했다. 우에스기씨 영토 국경에 위치한 센다이시와 야마가타번의 통치자인 다테 마사무네와 그의 숙부 모가미 요시아키는 가게카쓰에 대한 방어를 위해 신속하게 본국으로 돌아갔다. 미쓰나리는 이에야스의 출발 직후 즉시 사와 산성으로 음모자들을 소집하기 시작했으며, 오타니 요시쓰구와 같은 일부는 이에야스의 캠페인에 참여하기 위한 여정을 포기하도록 설득되었다. 8월 17일 미쓰나리의 전비 회의는 이에야스에 대항하는 연합으로 서군을 결성하기로 결정했으며, 평의원 모리 데루모토를 명목상의 총사령관으로 삼았다. 미쓰나리가 가게카쓰에게 보낸 편지에 따르면, 미쓰나리는 이에야스 군대에 대한 공동 공격을 계획하기 위해 그와 협력을 모색했다고 기록되어 있다. 그러나 조정 부족과 가게카쓰의 불신으로 인해 결국 그는 미쓰나리의 의도대로 교토로 돌아오는 이에야스 군대를 추격하기 위해 병력을 이동시키지 않았다.
1600년 8월 22일, 연합군은 오사카성에 입성하여 히데요리의 후견인을 자처하며 서군 창설을 선포했다. 같은 날, 미쓰나리는 오봉행과 오대로 세 명을 대신하여 이에야스에 대한 13개 조항의 비난을 발표했다. 이 선언은 서군과 동군 간의 사실상의 선전포고를 의미했다.

## 교토 주변
수도 지역에서 서군의 첫 번째 주요 공격은 8월 27일 시작된 후시미성 전투였다. 도리이 모토타다는 마지막까지 주둔지를 방어하기로 결심했고, 여러 어려움에도 불구하고 9월 6일까지 방어를 유지했으며, 이때 모토타다는 남은 병력과 함께 할복하여 미쓰나리가 나카센도 도로를 따라 그의 성들을 지원하려는 시도를 크게 지연시켰다. 9일 후, 미쓰나리는 저항 없이 오가키성에 입성했다.
서군은 동군 장군 호소카와 다다오키의 아버지인 호소카와 유사이의 충성을 얻으려 시도했지만, 미쓰나리는 이에야스가 오사카를 떠난 후 벌어진 인질극 시도(이로 인해 다다오키의 아내가 사망했다)로 후지타카와 사이가 멀어졌다. 후지타카는 대신 단고국의 다나베를 500명의 병력으로 요새화하여 이에야스를 지원했다. 8월 중순, 이에야스에 대한 공식적인 비난이 있기 전에도 오노키 시게카쓰 휘하 15,000명의 이시다 군대가 요새 공성전을 시작했다. 그러나 후지타카의 학자-시인으로서의 영향력과 위신이 너무 커서 동정적인 이시다 군대는 주성 공격 시 포탄 장전을 "잊어버리는" 등 약한 공격을 펼쳤다. 공성전은 10월 19일에야 황제의 항복 명령으로 끝났는데, 이는 그의 생명과 귀중한 서고를 보존하기 위함이었다. 그 후 서군은 그의 교토 은퇴를 도왔다.
비와호 남서쪽 해안에 위치한 오쓰성은 교고쿠 다카쓰구가 수비하고 있었으며, 10월 13일 공성전에 돌입했다. 모리 히데카네, 다치바나 무네시게, 쓰쿠시 히로카도 휘하의 15,000명 서군 병력과 마시타 나가모리의 해상 봉쇄가 이어졌다. 다카쓰구 휘하 동군 병력의 강력한 저항은 서군이 나가라산에서 성을 포격한 10월 21일에야 끝났는데, 이때 오노키 시게카쓰의 다나베 군대처럼 서군 포위군도 세키가하라의 결정적인 전투에 너무 늦게 합류했다.

## 도카이도
8월 29일 이에야스는 오야마시에 작전 기지를 설치했고, 9월 1일에는 에도에 집결시킨 5만 병력을 오야마 북쪽으로 이동시키기 시작하여 아이즈의 가게카쓰를 공격할 준비를 했지만, 다테, 모가미, 마에다 병력만으로 우에스기 진격을 막기에 충분하다고 믿어 실제 공격은 예상하지 않았다. 후시미성 함락 소식에 이에야스는 9월 10일까지 에도로 빠르게 돌아왔고, 이미 서쪽으로의 귀환을 계획하고 있었다. 오가키성의 서군에게 위협받는 기후성 근처의 교차로를 확보하기 위해 이에야스는 후쿠시마 마사노리, 구로다 나가마사, 혼다 다다카쓰, 이이 나오마사, 호소카와 다다오키를 도카이도 도로를 따라 16,000명의 병력과 함께 선발대로 보냈고, 뒤이어 이케다 데루마사, 아사노 요시나가 (아즈치모모야마 시대) 및 야마우치 가즈토요 휘하 15,000명의 병력이 마사노리의 키요스 영지를 요새화하고 오다 히데노부로부터 기후성을 탈취하기 위해 이동했다. 이 "도카이도 군단"의 총 31,000명 병력은 9월 28일 기후성을 빠르게 포위하여 히데노부의 항복을 받아냈다.
처음에는 미쓰나리가 기후성과 오가키성을 동군의 진격을 저지하는 요충지로 활용하려고 했다. 그러나 전쟁의 여러 전개로 인해 그는 계획을 중단할 수밖에 없었다.
- 기후성은 서군 본대가 도착하기 전에 후쿠시마 마사노리와 이이 나오마사 휘하의 동군에 의해 함락되었다.[18][19][20]
- 9월 13일, 시마즈 요시히로는 소네성 전투에서 미즈노 가쓰나리에게 패배했다.[21][22][23] 그 후 가쓰나리는 오가키성의 외곽 해자를 불태우고 시마즈 요시히로를 이세국으로 후퇴시켰다.[24][c]

이로 인해 미쓰나리는 세키가하라정 들판에서 공개 전투를 준비할 수밖에 없었다.
한편 오사카에서는 모리씨 (오에씨)의 가신 깃카와 히로이에가 서군의 명목상 총사령관인 모리 데루모토를 성에 가두는 미쓰나리의 행동에 분노하여, 이 모욕에 대한 대응으로 히로이에는 도카이도 군단과 비밀리에 통신하며 36,000명의 모리 병력이 동군과 교전하지 않도록 약속했다. 데루모토의 사촌이자 부관인 모리 히데모토 또한 데루모토에게 교전이 발생하기 전에 동군으로 전향할 것을 촉구했다.
9월 29일, 도카이도 군단은 아카사카 고지를 점령하여 오가키성을 위협했고, 한편 나베시마 나오시게는 동군 거점인 마쓰오카성을 포위했다. 다음 날인 30일, 모리 히데모토, 조소카베 모리치카, 나베시마 가쓰시게 휘하의 서군 3만 병력이 후쿠다 노부타카와 그의 1,700명 주둔군이 지키는 안노쓰성을 포위했다. 이시다 미쓰나리는 10월 1일 오가키성을 떠나 사와야마성으로 향했고, 그곳에서 마침내 모리 데루모토를 불러들였다. 데루모토는 병력을 모집하기 위해 자신의 영지로 돌아갔다가 다시 돌아오라는 명령을 받았는데, 한 전령은 가로채졌지만 두 번째 전령은 데루모토가 3만 병력을 이끌고 출발하도록 촉구하는 데 성공했으나 주요 전투에 도달하는 데 지연되었다.
이에야스는 수도 지역으로 빠르게 이동하여 10월 12일 스루가국의 시마다에, 다음 날 도토미국의 나카이즈미에 도착했다. 동시에 모리 히데모토와 깃카와 히로이에는 미노국에 입성하여 난구산을 요새화했다. 이 행군 중에 이에야스는 서군 지휘관 고바야카와 히데아키로부터 동군으로 전향하겠다는 제안을 담은 편지를 받았다. 10월 17일 이에야스는 키요스성에 도착하여 오가키성을 완전히 우회하여 사와야마성이나 오사카를 위협할 계획이었고, 이틀 후에는 기후성에 도착했다.
이에야스는 10월 20일 정오경 아카사카에 도착하여 도카이도 군단 본대와 합류한 후 오카야마 언덕에 진을 쳤다. 서군 장수들은 미쓰나리에게 시험적인 습격을 허락하도록 설득했고, 시마 기요오키와 아카시 마사타카는 소규모 병력을 이끌고 오가키 근처 구이세가와 강에서 동군을 공격하여 동군을 크게 유린하고 재편성을 위해 세키가하라로 후퇴하게 만들었다. 그날 밤, 시마즈 요시히로는 우키타 히데이에의 지원을 받아 지친 동군에 대한 야간 공격을 제안했지만, 시마 기요오키의 반대에 부딪혀 미쓰나리가 제안을 거절하도록 설득되었고, 이로 인해 요시히로는 모욕을 당했다. 미쓰나리는 대신 고바야카와 히데아키가 마쓰오산을 점령했다는 소식을 듣고 저녁에 세키가하라 계곡으로 전면 철수를 명령하여 오가키성의 대부분의 주둔군을 비웠다.
10월 21일, 서군은 사사오산 기슭에 미쓰나리의 본부를 동군을 향해 배치했고, 모리 히데모토는 난구산 기슭의 동군 좌익에 별도의 진형을 이끌었다. 양측은 새벽에 서로의 위치를 인지했지만, 짙은 안개로 인해 초기 계획이 중단되었고 안개가 걷힌 오전 8시에야 전투가 시작되었다. 이후 세키가하라 전투는 서군에게 결정적인 패배를 안겨주었는데, 고바야카와 히데아키가 동군으로 전향하여 서군의 우측면을 무너뜨리면서 미쓰나리의 부대가 전멸했고, 작은 교전과 깃카와 히로이에의 배신으로 인해 모리 히데모토 휘하의 동부 진형은 전투에 합류하는 대신 철수할 수밖에 없었다.
10월 21일부터 30일까지 오가키성은 동군에게 포위되어 함락되었고, 10월 22일 고바야카와 히데아키는 이에야스에 대한 참회와 충성의 표시로 사와야마성을 포위하기 시작했다. 이시다 미쓰나리의 동생이자 사와야마성의 지휘관인 이시다 마사즈미는 포위 이틀째에 항복하고 자살했다. 이시다 미쓰나리와 안코쿠지 에케이는 세키가하라에서 북쪽으로 도주하다가 붙잡혔고, 이후 11월 9일 교토에서 처형되었다.

### 나카센도
8월 25일, 오타니 요시쓰구는 우에다성에서 사나다씨와 접촉하여 사나다 마사유키와 그의 아들 유키무라를 영입했다. 장남 사나다 노부유키는 이미 마사유키에 의해 도쿠가와 가문으로 보내졌는데, 그는 아내 고마쓰히메를 통해 이미 혼인 관계를 맺고 있었다. 이는 사나다 가문을 보존하려는 시도였다. 도카이도 군단을 파견한 후, 이에야스는 아들 도쿠가와 히데타다를 3만 6천 명의 병력과 함께 나카센도 도로를 따라 미노로 보냈고, 우에다성을 위협하면서도 계속 나아가 도카이도 군단과 합류하도록 명령했다. 히데타다는 10월 7일 가루이자와에 도착했고, 이어서 10월 12일 고모로에 도착했다. 그러나 그곳에서 그는 아버지의 명령을 불복하고 우에다로 진군하여 소메야마에 진을 쳤다.
21세의 히데타다는 전쟁 경험이 부족하여 10월 16일까지 우에다성과 그 지휘관 사나다 마사유키를 성공적으로 포위하지 못했고, 그 시점에서 그는 자신의 지연을 깨닫고 포위를 풀고 나카센도 도로를 따라 서쪽으로 계속 이동했다. 그러나 그는 세키가하라 전투가 벌어지고 결정된 후인 10월 21일 늦게야 실망한 아버지의 병력과 합류했다.

## 도호쿠
우에스기 가게카쓰의 봉기는 서군의 선포가 있기 전부터 본격적으로 시작되었지만, 다테 마사무네와 모가미 요시히데는 선전포고 이전부터 적대행위에 대응하기 시작했다. 구보타번 (데와국)의 사타케씨는 우에스기씨와의 비밀 조약과 가주 사타케 요시노부 (1570년)의 분열된 동정심으로 인해 이 분쟁에서 중립을 선언했다. 마에다 도시나가도 도쿠가와 편을 선언했지만, 처음에는 노토국의 동생 마에다 도시마사가 이끄는 마에다씨 내부의 친서군파와의 내부 갈등으로 인해 원정 지원이 막혔다. 도시나가는 결국 9월 7일 다이쇼지성을 포위했고, 이로 인해 주둔군 지휘관이 자살하고 도시마사가 항복했다.

### 데와국
전쟁 선포 이전에 우에스기씨의 동원에 대응하는 과정에서 다테 마사무네는 8월 18~19일 짧은 공성전을 통해 서군에 가담한 우에스기 군대로부터 센다이 남쪽 시로이시성을 점령했다. 가타쿠라 가게쓰나, 오니니와 쓰네모토, 야시로 가게요리 휘하의 마사무네의 2만 병력은 10월 6일 혼조 시게나가와 스다 나가요시 휘하 6천 명의 수비대가 지키는 마쓰카와를 공격했지만 격퇴당했다.
우에스기 가게카쓰는 나오에 가네쓰구를 다테와 모가미에 대한 작전 지휘관으로 임명했다. 모가미 영토에 대한 3개 사단 침공은 10월 14일에 시작되었으며, 모가미 요시히데의 1만 명 본거지인 야마가타성을 점령하는 것을 목표로 했다. 가네쓰구는 10월 14일 요네자와에서 1사단 2만 병력을 이끌고 서쪽으로 야마가타성으로 진군했다. 도중에 우에스기군은 10월 18일 하타야성을 포위했고, 에구치 고헤이가 이끄는 300명의 수비대는 마지막까지 싸우다 전사했다. 동시에 혼무라 지카모리와 요코타 무네토시 휘하의 4천 명 2사단은 야마가타 남쪽의 가미노야마성을 포위했고, 이 성은 모가미 가신 사토미 민부가 지키고 있었다. 우에스기군은 성을 점령했지만 모가미의 반격으로 지카모리를 전투에서 잃는 등 어려움을 겪었고, 2사단이 야마가타로 접근하는 것을 지연시켰다. 시다 요시히데와 시모 요시타다 휘하의 3천 명 3사단도 쇼나이를 통해 북쪽에서 요네가와로 진군했다.
가네쓰구는 세키가하라 전투가 벌어진 날인 10월 21일 하세도성에 도착하여 하세도성 공방전을 시작했다. 공성전 도중 다테 마사무네와 루스 마사카게는 10월 24일 야마가타 동쪽 2.5km 지점에 주둔하기 위해 산길을 건넜고, 루스 마사카게는 공성전을 완화하려는 시도를 이끌었으며, 이에 가네쓰구는 하세도를 강습하려 시도했다. 이 공격은 격퇴되었고, 가네쓰구는 하세도를 위협할 소규모 병력을 남겨두고 요네자와로 퇴각했다. 11월 5일, 세키가하라에서의 패배 소식이 마침내 가네쓰구에게 전해졌고, 공성전을 완전히 해제하고 잔여 병력을 요네자와로 철수시키라는 명령이 내려졌다. 다테 마사무네는 이 철수를 이용하여 11월 12일 후쿠시마성을 포위하려 시도했지만, 우에스기 가게카쓰가 수비대를 구원하기 위해 병력을 이끌고 오자 철수했다. 우에스기씨와 다테씨 및 모가미씨의 분쟁은 세키가하라 전역보다 오래 지속되었으며, 1601년 5월 28일 마쓰카와 전투에서 다테 마사무네의 후쿠시마성 점령 시도가 다시 한 번 좌절되었다.

## 규슈 전구
적대행위가 시작되기 전, 사가번의 나베시마 나오시게는 도쿠가와를 지원하려 했다. 그러나 그의 아들 나베시마 가쓰시게는 8월 17일 미쓰나리의 전비 회의에 참석하여 그를 서군에 합류하도록 설득했다. 하지만 나베시마 병력이 후시미와 안노쓰 공격을 포함한 혼슈에서의 일부 작전에 참여했지만, 나오시게는 세키가하라에서의 결정적인 전투 이전에 가쓰시게를 규슈로 다시 불러들였고 동군으로 전향했다. 다치바나씨의 가주 다치바나 무네시게도 모리씨 (오에씨) 휘하의 서군에 합류하여, 오토모씨 (무가) 영지 방어를 그의 아내이자 공동 가주인 다치바나 긴치요에게 맡겼다. 그러나 무네시게가 오쓰의 장기적인 포위로 인해 참석할 수 없었던 세키가하라에서의 패배 이후, 무네시게 또한 규슈 영지를 방어하기 위해 돌아왔다.
가토 기요마사는 규슈에서 고니시 유키나가의 영지를 포위하는 작전을 신속하게 시작했다. 고니시는 모리씨의 가신이자 기요마사의 경쟁자였는데, 세키가하라에서 서군으로 싸웠고 전투 후 숨어 있었다. 구로다 요시타카 또한 오토모 요시무네 영지로 개별적으로 진격하여 10월 19일 이시타테와라성을 쉽게 점령했다. 기요마사는 우도성을 포위한 후 이미 규슈의 여러 작은 지역을 정복한 구로다 요시타카와 도쿠가와 편으로 전향한 가문의 나베시마 가쓰시게와 합류했다. 그들은 그 후 지쿠고국의 야나가와 공방전을 시작했으며, 이 성은 다치바나 무네시게와 다치바나 긴치요가 지키고 있었다. 다치바나 병사들은 성에서 계속 버텼고, 긴치요는 동군의 진격을 늦추기 위해 임시 수녀 민병대를 조직했으며, 스스로 갑옷을 입고 무네시게의 후위대 역할을 했다. 무네시게는 결국 동군으로 전향하여 오랜 라이벌인 시마즈씨를 공격하라는 제안에 따라 항복했다. 그러나 이에야스는 세키가하라에서의 패배 이후 불안을 방지하기 위해 시마즈씨에 대한 회유책을 시행했고, 그들에 대한 추가적인 행동을 금지했다.

## 부록

### 내용주
1. ↑  藤木『天下統一と朝鮮侵略』pp.347-358[5]
2. ↑  마에다 도시나가는 이미 이에야스 편에 섰기 때문에 기권했다.
3. ↑  오시게 헤이로쿠의 세키가하라 전역에 대한 각서는 당시 성이 아직 함락되지 않았지만, 요시히로가 오가키성에서 연기가 피어오르는 것을 보고 성이 이미 함락되었다고 믿었다고 이론화했다.[25]
4. ↑  고마쓰히메는 도쿠가와 가신 혼다 다다카쓰의 딸이었다.

### 참고 문헌
- Bryant, Anthony (1995). 《Sekigahara 1600: The Final Struggle For Power》. Osprey Campaign Series 40. Oxford: Osprey Publishing. ISBN 978-1-85532-395-7.
- Davis, Paul (1999). 〈Sekigahara, 21 October 1600〉. 《100 Decisive Battles: From Ancient Times to the Present》. Oxford University Press. ISBN 978-0-19-514366-9.
- Turnbull, Stephen (2000). 《The Samurai Sourcebook》. London: Cassel & Co. ISBN 978-1-85409-523-7.
- Turnbull, Stephen (2002). 《War in Japan 1467-1615》. Osprey Essential Histories 46. Oxford: Osprey Publishing. ISBN 978-1-84176-480-1.

## 더 읽어보기
폴 데이비스는 "100대 결정적 전투: 고대부터 현재까지"에서 "세키가하라, 1600년 10월 21일" 장을 작성하기 위해 다음 자료를 사용했다.
- De Lange, William. Samurai Battles: The Long Road to Unification Groningen: Toyo Press, 2020
- Sadler, A.L. The Maker of Modern Japan: The Life of Tokugawa Ieyasu London: George Allen & Unwin, 1937
- Sansom, George. A History of Japan from 1334–1615 스탠퍼드 대학교 출판부, 1961
- Turnbull, Stephen. The Samurai: A Military History New York: Macmillan, 1977